# Clint Ballard jr.
Clint Conger Ballard Jr. (El Paso (Texas), 24 mei 1931 - Denton (Texas), 23 december 2008) was een Amerikaans componist van popmuziek. Hij schreef in de jaren zestig en zeventig liedjes die zowel in zijn thuisland als in het Verenigd Koninkrijk succes opleverden. Zo scoorde Wayne Fontana in 1965 met "Game of Love" een nummer één-hit in de Verenigde Staten en bereikte hij de tweede plaats in de Britse hitlijst. In 1975 stond Linda Ronstadt met het door Ballard geschreven "You're No Good" bovenaan in de Billboard Hot 100. Het lukte Ballard begin jaren zestig niet om door te breken als zanger. Hij gebruikte toen de artiestennaam Buddy Clinton.
- Biblioteca Nacional de España: XX958474
- Bibliothèque nationale de France: cb137873855 (data)
- Gemeinsame Normdatei: 139186387
- International Standard Name Identifier: 0000 0001 1477 040X
- MusicBrainz: c896c760-f766-46fe-8e10-d8d0ac93e02c
- Istituto Centrale per il Catalogo Unico: DDSV163514
- Virtual International Authority File: 87947620
- WorldCat: E39PBJptW7WFJVgFjc9RvC4KBP